# 마르쿠 안토니우 다 시우바
마르쿠 안토니우 다 시우바 (1966년 5월 9일 ~ )는 브라질의 축구 선수이다.

## 통계
| 브라질 | 브라질 | 브라질 |
| 연도   | 출전   | 골     |
| ------ | ------ | ------ |
| 1990   | 1      | 0      |
| 합계   | 1      | 0      |